# Il commissario Zorn
Il commissario Zorn (Der Ermittler) è una serie televisiva tedesca trasmessa per la prima volta nel corso di 5 stagioni dal 2001 al 2005 sulla rete ZDF.
È una serie del genere poliziesco incentrata sulle vicende di un commissario della Squadra Omicidi di Amburgo, Paul Zorn.

## Personaggi e interpreti
- Paul Zorn (23 episodi, stagioni 1-5), interpretato da	Oliver Stokowski.
- Henning Peters (23 episodi, stagioni 1-5), interpretato da	Rainer Luxem.
- Hanna Zorn (18 episodi, stagioni 1-5), interpretata da	Charlotte Bellmann.
- Eichelkamp (16 episodi, stagioni 2-5), interpretato da	Henning Schimke.
- Eva Klaussner (13 episodi, stagioni 1-3), interpretata da	Joanne Gläsel.
- Tim Rasch (10 episodi, stagioni 4-5), interpretato da	Patrick Rapold.
- dottoressa Tina Jaeger (6 episodi, stagioni 4-5), interpretata da	Bianca Rosetz.
- Carola Zorn (6 episodi, stagioni 1-3), interpretata da	Carina N. Wiese.

## Produzione
La serie fu prodotta da Monaco Film GmbH e Zweites Deutsches Fernsehen e girata ad Amburgo . Le musiche furono composte da Nikolaus Glowna, Siggi Mueller e Jochim-C. Redeker.

### Registi
Tra i registi della serie sono accreditati:
- Peter Fratzscher
- Michael Mackenroth
- Robert Sigl
- Martin Kinkel
- Markus Bräutigam

## Distribuzione
La serie fu trasmessa in Germania dal 2001 al 2005 sulla rete televisiva ZDF. In Italia è stata trasmessa dal 26 giugno 2004 su Rai 1 con il titolo Il commissario Zorn.
Alcune delle uscite internazionali sono state:
- in Germania il 16 marzo 2001 (Der Ermittler)
- in Finlandia il 27 settembre 2003  (Tutkija)
- in Italia (Il commissario Zorn)

## Episodi
| Stagione         | Episodi | Prima TV Germania | Prima TV Italia |
| ---------------- | ------- | ----------------- | --------------- |
| Prima stagione   | 6       | 2001              |                 |
| Seconda stagione | 6       | 2002              |                 |
| Terza stagione   | 6       | 2003              |                 |
| Quarta stagione  | 6       | 2004              |                 |
| Quinta stagione  | 5       | 2005              |                 |